# Persone di nome Ramón
| Questa pagina contiene informazioni ricavate automaticamente dalle voci biografiche con l'ausilio del template Bio e di un bot. L'aggiornamento è periodico e automatico e ricostruisce completamente la pagina. Se manca una persona in questa lista, sei pregato di non aggiungerla, ma accertati piuttosto che la sua voce biografica contenga il template Bio e che i dati anagrafici siano correttamente compilati. Se il template Bio manca, inseriscilo tu stesso o, in alternativa, metti l'avviso {{tmp\|Bio}} che ne segnala la mancanza. Se i dati riportati sono sbagliati, correggi direttamente la voce biografica; le modifiche saranno visibili in questa lista entro pochi giorni. Per chiarimenti vedi il progetto antroponimi. La lista contiene solo le 182 persone che sono citate nell'enciclopedia e per le quali è stato implementato correttamente il template Bio. Pagina aggiornata al 16 ott 2024. |

Questa è una lista di persone presenti nell'enciclopedia che hanno il prenome Ramón, suddivise per attività principale.

## Allenatori di calcio(8)
- Ramón Cabrero, allenatore di calcio e calciatore spagnolo (Santander, n. 1947 - Buenos Aires, † 2017)
- Ramón Calderé, allenatore di calcio e ex calciatore spagnolo (Tarragona, n. 1959)
- Ramón Díaz, allenatore di calcio e ex calciatore argentino (La Rioja, n. 1959)
- Ramón Maradiaga, allenatore di calcio e ex calciatore honduregno (Amapala, n. 1954)
- Ramón Morales, allenatore di calcio e ex calciatore messicano (La Piedad, n. 1975)
- Ramón Platero, allenatore di calcio uruguaiano (Montevideo, n. 1894 - † 1950)
- Ramón Julián Rodríguez, allenatore di calcio e ex calciatore paraguaiano (Asunción, n. 1939)
- Ramón de Quintana, allenatore di calcio e ex calciatore spagnolo (Gerona, n. 1972)

## Allenatori di pallacanestro(2)
- Moncho Fernández, allenatore di pallacanestro spagnolo (Santiago di Compostela, n. 1969)
- Moncho López, allenatore di pallacanestro spagnolo (Ferrol, n. 1969)

## Allenatori di tennis(1)
- Ramón Delgado, allenatore di tennis e ex tennista paraguaiano (Asunción, n. 1976)

## Arbitri di calcio(1)
- Ramón Barreto, arbitro di calcio uruguaiano (Montevideo, n. 1939 - Montevideo, † 2015)

## Arcivescovi cattolici(3)
- Ramón José Castellano, arcivescovo cattolico argentino (Villa Dolores, n. 1903 - Córdoba, † 1979)
- Ramón Alfredo Dus, arcivescovo cattolico argentino (San Lorenzo, n. 1956)
- Ramón Torrella Cascante, arcivescovo cattolico spagnolo (Olesa de Montserrat, n. 1923 - Tarragona, † 2004)

## Arrampicatori(1)
- Ramón Julián Puigblanque, arrampicatore spagnolo (Vic, n. 1981)

## Attori(7)
- Ramón Barea, attore e drammaturgo spagnolo (Bilbao, n. 1949)
- Ramon Estevez, attore e produttore televisivo statunitense (New York, n. 1963)
- Ramón Ibarra, attore e regista teatrale spagnolo (Getxo, n. 1958)
- Ramon Revilla Jr., attore, conduttore televisivo e politico filippino (Manila, n. 1966)
- Ramón Rodríguez, attore portoricano (Río Piedras, n. 1979)
- Ramón Salazar, attore, sceneggiatore e regista spagnolo (Malaga, n. 1963)
- Martin Sheen, attore e produttore cinematografico statunitense (Dayton, n. 1940)

## Attori pornografici(1)
- Ramón Nomar, attore pornografico spagnolo (Caracas, n. 1974)

## Avvocati(2)
- Ramón Calderón, avvocato e dirigente sportivo spagnolo (Palencia, n. 1951)
- Ramón de Cárdenas, avvocato spagnolo (Madrid, n. 1884 - Dénia, † 1943)

## Cantanti(3)
- Melendi, cantante spagnolo (Oviedo, n. 1979)
- Ramón, cantante norvegese (n. 1998)
- Ramón, cantante spagnolo (Las Palmas de Gran Canaria, n. 1985)

## Cantautori(3)
- Daddy Yankee, cantautore, rapper e produttore discografico portoricano (San Juan, n. 1976)
- Palito Ortega, cantautore argentino (Lules, n. 1941)
- Perrozompopo, cantautore, compositore e cantante nicaraguense (Managua, n. 1971)

## Cestisti(13)
- Ramón Campos, cestista filippino (Iloilo, n. 1925 - † 2017)
- Ramón Clemente, cestista statunitense (New York, n. 1985)
- Ramón Cruz, ex cestista filippino (San Miguel, n. 1956)
- Ramón Etchamendi, cestista e allenatore di pallacanestro uruguaiano (n. 1930 - Montevideo, † 1993)
- Ramón Fernández, ex cestista filippino (Maasin, n. 1953)
- Ramón Guardiola, ex cestista spagnolo (Granada, n. 1944)
- Mon Manulat, cestista filippino (n. 1930 - † 2019)
- Ramón Ramos, ex cestista portoricano (Canóvanas, n. 1967)
- Ramón Reyes, cestista panamense (Panama, n. 1937 - † 2014)
- Ramón Sánchez Giménez, cestista paraguaiano (Pilar, n. 1991)
- Ramón Siragusa, ex cestista portoricano (Manatí, n. 1939)
- Ramón Vilà, cestista spagnolo (Barcellona, n. 1997)
- Ramón Wiltz, cestista cubano (L'Avana, n. 1926 - Miami, † 2022)

## Ciclisti su strada(1)
- Ramón Sáez, ciclista su strada spagnolo (Utiel, n. 1940 - Valencia, † 2013)

## Criminali(1)
- Ramón Arellano Félix, criminale messicano (Culiacán, n. 1964 - Mazatlán, † 2002)

## Dirigenti sportivi(2)
- Monchi, dirigente sportivo e ex calciatore spagnolo (San Fernando, n. 1968)
- Ramón Sánchez Pizjuán, dirigente sportivo e avvocato spagnolo (Siviglia, n. 1900 - Siviglia, † 1956)

## Discoboli(1)
- Ramón Jiménez-Gaona, ex discobolo e politico paraguaiano (n. 1969)

## Drammaturghi(1)
- Ramón de la Cruz, commediografo spagnolo (Madrid, n. 1731 - † 1794)

## Filologi(1)
- Ramón Menéndez Pidal, filologo spagnolo (La Coruña, n. 1869 - Madrid, † 1968)

## Fotografi(1)
- Ramón Bravo, fotografo, scrittore e nuotatore messicano (Piedras Negras, n. 1925 - Isla Mujeres, † 1998)

## Fumettisti(1)
- Ramon Monzon, fumettista spagnolo (Andorra, n. 1929 - Dax, † 1996)

## Generali(2)
- Ramón Blanco y Erenas, generale spagnolo (San Sebastián, n. 1833 - Madrid, † 1906)
- Ramón Freire, generale e politico cileno (Santiago del Cile, n. 1787 - Santiago del Cile, † 1851)

## Giocatori di calcio a 5(2)
- Ramón Álvarez, giocatore di calcio a 5 argentino (n. 1966)
- Ramón Carosini, ex giocatore di calcio a 5 paraguaiano (Asunción, n. 1960)

## Hockeisti su prato(1)
- Ramón Alegre, hockeista su prato spagnolo (Barcellona, n. 1981)

## Medici(2)
- Ramón Grau San Martín, medico e politico cubano (La Palma, n. 1887 - L'Avana, † 1969)
- Ramón Allende Padin, medico e politico cileno (Valparaíso, n. 1845 - Santiago del Cile, † 1884)

## Militari(1)
- Ramón Lista, militare e esploratore argentino (Buenos Aires, n. 1856 - Orán, † 1897)

## Missionari(2)
- Ramón Pané, missionario spagnolo
- Ramón Zubieta y Les, missionario e vescovo cattolico spagnolo (Arguedas, n. 1864 - Huacho, † 1921)

## Musicisti(1)
- Ramon Gener Sala, musicista, umanista e scrittore spagnolo (Barcellona, n. 1967)

## Nobili(2)
- Ramón María Narváez, nobile, generale e politico spagnolo (Loja, n. 1800 - Madrid, † 1868)
- Ramón de Vilaragut, nobile e militare spagnolo

## Nuotatori(1)
- Ramón Berdomás, nuotatore e pallanuotista spagnolo (Barcellona, n. 1900 - Barcellona, † 1963)

## Pallanuotisti(1)
- Ramón Abella, pallanuotista uruguaiano (Montevideo, n. 1922 - Montevideo, † 1989)

## Pallavolisti(2)
- Ramón Burgos, pallavolista portoricano (Guaynabo, n. 1993)
- Ramón Gato, ex pallavolista cubano (Camagüey, n. 1973)

## Patriarchi cattolici(1)
- Ramón José de Arce, patriarca cattolico spagnolo (Selaya, n. 1755 - Parigi, † 1844)

## Piloti motociclistici(1)
- Ramón Torras, pilota motociclistico spagnolo (Barcellona, n. 1942 - El Vendrell, † 1965)

## Pittori(5)
- Ramón Acín, pittore, scrittore e anarchico spagnolo (Huesca, n. 1888 - Huesca, † 1936)
- Ramón Bayeu, pittore spagnolo (Saragozza, n. 1744 - Aranjuez, † 1793)
- Ramon Casas, pittore spagnolo (Barcellona, n. 1866 - Barcellona, † 1932)
- Ramón Destorrents, pittore e miniaturista spagnolo (Catalogna - Catalogna)
- Ramón de Mur, pittore spagnolo (Tárrega)

## Poeti(4)
- Ramón Cabanillas, poeta spagnolo (Cambados, n. 1876 - Cambados, † 1959)
- Ramón de Campoamor, poeta, drammaturgo e filosofo spagnolo (Navia, n. 1817 - Madrid, † 1901)
- Ramón López Velarde, poeta e scrittore messicano (Jerez de García Salinas, n. 1888 - Città del Messico, † 1921)
- Ramón María del Valle-Inclán, poeta, scrittore e drammaturgo spagnolo (Vilanova de Arousa, n. 1866 - Santiago di Compostela, † 1936)

## Politici(11)
- Ramón Emeterio Betances, politico portoricano (Cabo Rojo, n. 1827 - Neuilly, † 1898)
- Ramón Castilla, politico e militare peruviano (Tarapacá, n. 1797 - Tarapacá, † 1867)
- Ramón S. Castillo, politico argentino (San Fernando del Valle de Catamarca, n. 1873 - Buenos Aires, † 1944)
- Ramón Corral, politico e generale messicano (Álamos, n. 1854 - Parigi, † 1912)
- Ramón Ernesto Cruz Uclés, politico honduregno (San Juan de Flores, n. 1903 - Tegucigalpa, † 1985)
- Ramón Barros Luco, politico cileno (Santiago del Cile, n. 1835 - Santiago del Cile, † 1919)
- Ramón Power y Giralt, politico e militare portoricano (San Juan, n. 1775 - Cadice, † 1813)
- Ramón Rubial, politico spagnolo (Erandio, n. 1906 - Bilbao, † 1999)
- Ramón Serrano Súñer, politico spagnolo (Cartagena, n. 1901 - Madrid, † 2003)
- Ramón José Velásquez, politico, giornalista e storico venezuelano (San Juan de Colón, n. 1916 - Caracas, † 2014)
- Ramón Villeda Morales, politico honduregno (Ocotepeque, n. 1908 - New York, † 1971)

## Poliziotti(1)
- Ramón Lorenzo Falcón, poliziotto, politico e militare argentino (Buenos Aires, n. 1855 - Buenos Aires, † 1909)

## Pugili(2)
- Ramón Duvalón, ex pugile cubano (n. 1954)
- Ramón Tapia, pugile cileno (n. 1932 - † 1984)

## Registi(2)
- Ramón Peón, regista e attore cubano (L'Avana, n. 1897 - Porto Rico, † 1971)
- Ramón Torrado, regista e sceneggiatore spagnolo (La Coruña, n. 1905 - Madrid, † 1990)

## Scacchisti(1)
- Ramón Mateo, scacchista dominicano (San Juan de la Maguana, n. 1958)

## Schermidori(3)
- Ramón Fonst, schermidore e dirigente sportivo cubano (L'Avana, n. 1883 - L'Avana, † 1959)
- Ramón Hernández, ex schermidore cubano (n. 1953)
- Ramón Infante, schermidore cubano (Guantánamo, n. 1949 - Bridgetown, † 1976)

## Scrittori(9)
- Ramón Campayo, scrittore spagnolo (Aýna, n. 1965)
- Ramón Chao, scrittore e giornalista spagnolo (Vilalba, n. 1935 - Barcellona, † 2018)
- Ramón Díaz Eterovic, scrittore e poeta cileno (Punta Arenas, n. 1956)
- Ramon Fernandez, scrittore, giornalista e critico letterario francese (XVII arrondissement di Parigi, n. 1894 - VI arrondissement di Parigi, † 1944)
- Ramón Gómez de la Serna, scrittore, giornalista e aforista spagnolo (Madrid, n. 1888 - Buenos Aires, † 1963)
- Ramón Otero Pedrayo, scrittore e politico spagnolo (Ourense, n. 1888 - Ourense, † 1976)
- Ramón Pérez de Ayala, scrittore e giornalista spagnolo (Oviedo, n. 1880 - Madrid, † 1962)
- Ramón Sampedro, scrittore spagnolo (Porto do Son, n. 1943 - Boiro, † 1998)
- Ramón J. Sender, scrittore spagnolo (Chalamera, n. 1901 - San Diego, † 1982)

## Tenori(2)
- Ramón Vargas, tenore messicano (Città del Messico, n. 1960)
- Ramón Vinay, tenore cileno (Chillán, n. 1911 - Puebla, † 1996)

## Tuffatori(1)
- Ramón Fumadó, tuffatore venezuelano (Caracas, n. 1981)

## Vescovi cattolici(7)
- Ramón Buxarrais Ventura, vescovo cattolico spagnolo (Santa Perpetua de Moguda, n. 1929)
- Ramón Búa Otero, vescovo cattolico spagnolo (A Illa de Arousa, n. 1933 - Vigo, † 2012)
- Ramón Echarren Istúriz, vescovo cattolico spagnolo (Vitoria, n. 1929 - Las Palmas de Gran Canaria, † 2014)
- Ramón Iglesias i Navarri, vescovo cattolico spagnolo (Durro, n. 1889 - La Seu d'Urgell, † 1972)
- Ramón Martínez y Vigil, vescovo cattolico spagnolo (Siero, n. 1840 - Gijón, † 1904)
- Ramón Torrijos y Gómez, vescovo cattolico spagnolo (Cardenete, n. 1841 - Badajoz, † 1903)
- Ramón del Hoyo López, vescovo cattolico spagnolo (Arlanzón, n. 1940)

## Wrestler(2)
- Ray González, wrestler portoricano (Dorado, n. 1972)
- Ramón Ibarra, wrestler messicano (Santa Catarina, n. 1956)